# 1269.
◄ | 12. stoljeće | 13. stoljeće | 14. stoljeće | ►
◄ | 1230-ih | 1240-ih | 1250-ih | 1260-ih | 1270-ih | 1280-ih | 1290-ih | ►
◄◄ | ◄ | 1266. | 1267. | 1268. | 1269. | 1270. | 1271. | 1272. | ► | ►►
Arhitektura • Astronomija • Glazba • Knjige • Književnost • Kršćanstvo • Medicina • Pravo • Promet • Znanost

## Smrti
- Bela, hrvatski herceg

## Vanjske poveznice
|  | Zajednički poslužitelj ima još gradiva o temi 1269. |